# Cơ quan lập pháp tiểu bang (Hoa Kỳ)

Chính phủ tiểu bang Hoa Kỳ (thống đốc và cơ quan lập pháp) theo sự kiểm soát của đảng
Đảng Dân chủ
Đảng Cộng hòa
Phân chia

Cơ quan lập pháp tiểu bang của Hoa Kỳ theo sự kiểm soát của đảng
Đảng Dân chủ
Đảng Cộng hòa
Phân chia

Cơ quan lập pháp tiểu bang ở Hoa Kỳ (tiếng Anh: State legislatures of the United States) là Nghị viện của bất kỳ tiểu bang nào trong số 50 tiểu bang của Hoa Kỳ. Nhưng mỗi bang sẽ có một tên gọi khác nhau dành cho cơ quan lập pháp. Ở 27 bang, cơ quan lập pháp được gọi đơn giản là Lập pháp đoàn hoặc Cơ quan lập pháp bang (State Legislature), trong khi ở 19 bang cơ quan lập pháp được gọi là Đại hội đồng (General Assembly). Ở Massachusetts và New Hampshire, cơ quan lập pháp được gọi là Đại Tòa án (General Court), trong khi Bắc Dakota và Oregon gọi cơ quan lập pháp là Hội đồng Lập pháp (Legislative Assembly). Tất cả các bang của Hoa Kỳ đều tổ chức cơ quan lập pháp dưới hình thức lưỡng viện, chỉ riêng Nghị viện Nebraska chọn đơn viện. 
Hoa Kỳ là một nhà nước cộng hòa liên bang, trao quyền tự trị cao cho các tiểu bang, nên mỗi tiểu bang cấu thành đều có chính phủ, nghị viện, hiến pháp và hệ thống pháp luật riêng. Cơ chế hoạt động dưới hình thức tam quyền phân lập tương tự như chính phủ liên bang. Cơ quan lập pháp sẽ là nơi thông qua các chính sách, đạo luật; trong khi đó thống đốc tiểu bang sẽ nắm quyền hành pháp; Toà án tiểu bang sẽ giữ quyền tư pháp. Theo hiến pháp liên bang, các điều luật được thông qua bởi các cơ quan lập pháp tiểu bang không được chống lại các đạo luật hay hiến pháp liên bang, nếu đi ngược lại thì sẽ bị Tối cao Pháp viện Hoa Kỳ tuyên bố bãi bỏ vì vi hiến. 

## Thành phần
Mọi tiểu bang ngoại trừ Nebraska đều có cơ quan lập pháp lưỡng viện, nghĩa là cơ quan lập pháp bao gồm hai viện tách biệt. Trong mỗi trường hợp, phòng nhỏ hơn được gọi là Thượng viện và thường được gọi là viện trên. Phòng này thường, nhưng không phải lúc nào cũng có độc quyền xác nhận các cuộc hẹn do thống đốc tiểu bang đưa ra và xét xử các điều khoản luận tội. (Ở một số bang, một Hội đồng Điều hành riêng biệt, bao gồm các thành viên được bầu từ các quận lớn, thực hiện chức năng xác nhận.)
Các thành viên của phòng nhỏ hơn đại diện cho nhiều công dân hơn và thường phục vụ trong nhiệm kỳ dài hơn so với các thành viên của phòng lớn hơn, thường là 4 năm. Ở 41 tiểu bang, phòng lớn hơn được gọi là Hạ viện. Năm tiểu bang chỉ định phòng lớn hơn là Hội đồng và ba tiểu bang gọi nó là Hạ viện. Các thành viên của phòng lớn hơn thường phục vụ trong nhiệm kỳ 2 năm. Phòng lớn hơn thường có quyền khởi xướng luật thuế và các điều khoản luận tội.
Trước các quyết định của Tòa án Tối cao Hoa Kỳ trong vụ Baker v. Carr (1962) và Reynolds v. Sims (1964), trụ sở đại diện trong hầu hết các cơ quan lập pháp tiểu bang được mô phỏng theo trụ sở của Quốc hội Hoa Kỳ: các thượng nghị sĩ tiểu bang đại diện cho các đơn vị địa lý, trong khi các thành viên của hạ nghị sĩ tiểu bảng đại diện cho tỷ lệ dân cư. Trong vụ Reynolds kiện Sims, Tòa án Tối cao đã quyết định dựa trên tiêu chuẩn một người, một phiếu bầu cho các cơ quan lập pháp của bang và đại diện bị vô hiệu hóa dựa trên các đơn vị địa lý bất kể dân số. (Phán quyết không ảnh hưởng đến Thượng viện Hoa Kỳ, vì thành phần của viện đó được quy định bởi Hiến pháp Hoa Kỳ.)
Tiểu bang Nebraska ban đầu có cơ quan lập pháp lưỡng viện giống như các bang khác, nhưng hạ viện đã bị bãi bỏ sau một cuộc trưng cầu dân ý, có hiệu lực từ cuộc bầu cử năm 1936. Cơ quan lập pháp đơn viện (một viện) còn lại được gọi là Cơ quan lập pháp Nebraska, nhưng các thành viên của cơ quan này được gọi là thượng nghị sĩ bang.